# Кралски грохот (1995)
Кралски грохот (1995) (на английски: Royal Rumble) е осмото годишно pay-per-view събитие от поредицата Кралски грохот, продуцирано от Световната федерация по кеч (WWF). То се провежда на 22 януари 1995 г. в Тампа, Флорида.

## Обща информация
Събитието включва пет мача, базирани на сценарии на сюжетни линии, а резултатите са предварително определени от WWF. Основното събитие е мачът кралско меле, който Шон Майкълс печели след като влиза първи и надвива 29-те други за първи път в историята на WWF. Събитието включва и мач за Световната титла в тежка категория на WWF, където Дизел защитава титлата срещу Брет Харт. Мачът е спрян, когато няколко други кечисти се намесват и реферът губи контрол над мача. Два други мача за титли се състоят – Джеф Джарет печели Интерконтиненталната титла на WWF от Рейзър Рамон, а 1-2-3 Хлапето и Боб Холи печелят финалния мач в турнир, който определя новите Световните отборни шампиони.
Няколко сюжетни линии от Кралски грохот са пренесени на Кечмания 11, следващото pay-per-view на WWF. Бам Бам Бигелоу атакува Лорънс Тейлър от Националната футболна лига, който е част от тълпата – това създава мач между двамата на Кечмания. Памела Андерсън е на ринга и трябва да придружи победителя от мача кралско меле до неговия мач за Световната титла в тежка категория на Кечмания. Въпреки че Шон Майкълс печели мача, Андерсън идва на ринга на Кечмания с Дизел. Враждата на Гробаря с Корпорацията за милиони на Тед Дибиаси също ескалира, тъй като хората на Дибиаси крадат урната, за която се говори, че дава на Гробаря свръхсилите му. Джарет и Рамон продължават да се разправят в продължение на няколко месеца, а Брет Харт нарочва Боб Баклънд, заради намесата му в мача за Световната титла.

## Резултати
| №                                                                        | Резултати                                                               | Правила                                                                         | Време      |
| ------------------------------------------------------------------------ | ----------------------------------------------------------------------- | ------------------------------------------------------------------------------- | ---------- |
| 1Т                                                                       | Бък Куартърмейн побеждава Бруклинския бияч                              | Индивидуален мач                                                                | Неизвестно |
| 2                                                                        | Джеф Джарет (с Роуди) поб. Рейзър Рамон (ш)                             | Индивидуален мач за Интерконтиненталната титла на WWF                           | 18:06      |
| 3                                                                        | Гробаря (с Пол Беърър) поб. Ървин Р. Шистър (с Тед Дибиаси)             | Индивидуален мач                                                                | 12:21      |
| 4                                                                        | Дизел (ш) срещу Брет Харт приключва с равенство                         | Индивидуален мач за Световната титла в тежка категория на WWF                   | 27:19      |
| 5                                                                        | 1-2-3 Хлапето и Боб Холи поб. Бам Бам Бигелоу и Татанка (с Тед Дибиаси) | Отборен мач за вакантните Световни отборни титли на WWF                         | 15:32      |
| 6                                                                        | Шон Майкълс последен елиминира Британският Булдог                       | Кралско меле за мач за Световната титла в тежка категория на WWF на Кечмания 11 | 38:41      |
| - (ш) – указва шампиона/шампионите в мача - Т – показва, че мача е тъмен |                                                                         |                                                                                 |            |

### Елиминации в Кралското меле
Нов участник влиза на всяка 1 минута
| Номер | Влиза              | Излиза поред | Елиминиран от      | Време | Елиминирани |
| ----- | ------------------ | ------------ | ------------------ | ----- | ----------- |
| 1     | Шон Майкълс        | -            | Победител          | 38:41 | 8           |
| 2     | Британският Булдог | 29           | Шон Майкълс        | 38:41 | 4           |
| 3     | Илай Блу           | 9            | Сионе              | 10:00 | 1           |
| 4     | Херцог Дрозе       | 3            | Шон Майкълс        | 08:13 | 0           |
| 5     | Джими Дел Рей      | 1            | Британският Булдог | 01:25 | 0           |
| 6     | Сионе              | 10           | Илай Блу           | 06:50 | 3           |
| 7     | Том Причард        | 6            | Шон Майкълс        | 05:30 | 0           |
| 8     | Дуинк Клоуна       | 7            | Куанг              | 04:50 | 0           |
| 9     | Куанг              | 8            | Сионе              | 04:01 | 1           |
| 10    | Рик Мартел         | 5            | Сионе              | 02:29 | 0           |
| 11    | Оуен Харт          | 2            | Британският Булдог | 00:03 | 0           |
| 12    | Тимъти Уел         | 4            | Британският Булдог | 00:23 | 0           |
| 13    | Дърваря Люк        | 11           | Шон Майкълс        | 00:12 | 0           |
| 14    | Джейкъб Блу        | 12           | Шон Майкълс        | 00:17 | 0           |
| 15    | Кинг Конг Бънди    | 14           | Мейбъл             | 03:00 | 1           |
| 16    | Мо                 | 13           | Кинг Конг Бънди    | 00:03 | 0           |
| 17    | Мейбъл             | 16           | Лекс Лугър         | 01:58 | 1           |
| 18    | Дърваря Буч        | 15           | Шон Майкълс        | 00:19 | 0           |
| 19    | Лекс Лугър         | 27           | Кръш и Шон Майкълс | 18:51 | 4           |
| 20    | Мантър             | 18           | Лекс Лугър         | 09:33 | 0           |
| 21    | Алдо Монтоя        | 23           | Шон Майкълс        | 13:21 | 1           |
| 22    | Хенри O. Годуин    | 26           | Лекс Лугър         | 14:40 | 1           |
| 23    | Били Гън           | 20           | Кръш и Дик Мърдок  | 07:25 | 0           |
| 24    | Барт Гън           | 19           | Кръш и Дик Мърдок  | 06:19 | 0           |
| 25    | Боб Баклънд        | 17           | Лекс Лугър         | 00:16 | 0           |
| 26    | Стив Дън           | 21           | Алдо Монтоя        | 04:29 | 0           |
| 27    | Дик Мърдок         | 25           | Хенри O. Годуин    | 05:08 | 2           |
| 28    | Адам Бомб          | 22           | Кръш               | 05:20 | 0           |
| 29    | Фату               | 24           | Кръш               | 05:32 | 0           |
| 30    | Кръш               | 28           | Британският Булдог | 08:51 | 5           |